# Herennia
Herennia este un gen de păianjeni din familia Nephilidae cu distribuție în Australia și Asia. Primele două specii au fost descrise în secolul al XIX-lea, iar celelalte nouă tocmai în 2005. Păianjenii acestui gen sunt supranumiți uneori păianjeni monedă.
Herennia multipuncta este o specie invazivă și sinantropică, restul sunt specii endemice cunoscute pe insulele pacifice. 
Ca la păianjenii din genul Nephilengys, masculii pot avea pedipalpi mutilați, rămășițele fiind observate în orificiile genitale feminine. 

## Etimologie
Herennia Etruscilla a fost soția lui Traian Decius. Există monede purtând imaginea ei, care au fost, probabil, sursa lui Thorell de a denumi astfel genul. De aici a provenit și numele comun de păianjeni monedă.

## Specii
- Herennia agnarssoni Kuntner, 2005 — Insulele Solomon
- Herennia deelemanae Kuntner, 2005 — Borneo
- Herennia etruscilla Kuntner, 2005 — Java
- Herennia gagamba Kuntner, 2005 — Filipine
- Herennia jernej Kuntner, 2005 — Sumatra
- Herennia milleri Kuntner, 2005 — Noua Guinee, Noua Britanie
- Herennia multipuncta (Doleschall, 1859) — din India până în China, Borneo, Sulawesi
- Herennia oz Kuntner, 2005 — Teritoriul de Nord, Australia
- Herennia papuana Thorell, 1881 — Noua Guinea
- Herennia sonja Kuntner, 2005 — Kalimantan, Sulawesi
- Herennia tone Kuntner, 2005 — Filipine